# 2012年の日本
2012年の日本（にせんじゅうにねんのにほん）では、2012年（平成24年）の日本の出来事・流行・世相などについてまとめる。

## 他の紀年法
日本では、西暦の他にも以下の紀年法を使用している。なお、以下の紀年法は西暦と月日が一致している。
- 元号
  - 平成24年
- 神武天皇即位紀元
  - 皇紀2672年

## カレンダー
| 1月 |    |    |    |    |    |    |
| 日  | 月 | 火 | 水 | 木 | 金 | 土 |
| 1   | 2  | 3  | 4  | 5  | 6  | 7  |
| 8   | 9  | 10 | 11 | 12 | 13 | 14 |
| 15  | 16 | 17 | 18 | 19 | 20 | 21 |
| 22  | 23 | 24 | 25 | 26 | 27 | 28 |
| 29  | 30 | 31 |    |    |    |    |
|     |    |    |    |    |    |    |

| 2月 |    |    |    |    |    |    |
| 日  | 月 | 火 | 水 | 木 | 金 | 土 |
|     |    |    | 1  | 2  | 3  | 4  |
| 5   | 6  | 7  | 8  | 9  | 10 | 11 |
| 12  | 13 | 14 | 15 | 16 | 17 | 18 |
| 19  | 20 | 21 | 22 | 23 | 24 | 25 |
| 26  | 27 | 28 | 29 |    |    |    |
|     |    |    |    |    |    |    |

| 3月 |    |    |    |    |    |    |
| 日  | 月 | 火 | 水 | 木 | 金 | 土 |
|     |    |    |    | 1  | 2  | 3  |
| 4   | 5  | 6  | 7  | 8  | 9  | 10 |
| 11  | 12 | 13 | 14 | 15 | 16 | 17 |
| 18  | 19 | 20 | 21 | 22 | 23 | 24 |
| 25  | 26 | 27 | 28 | 29 | 30 | 31 |
|     |    |    |    |    |    |    |

| 4月 |    |    |    |    |    |    |
| 日  | 月 | 火 | 水 | 木 | 金 | 土 |
| 1   | 2  | 3  | 4  | 5  | 6  | 7  |
| 8   | 9  | 10 | 11 | 12 | 13 | 14 |
| 15  | 16 | 17 | 18 | 19 | 20 | 21 |
| 22  | 23 | 24 | 25 | 26 | 27 | 28 |
| 29  | 30 |    |    |    |    |    |
|     |    |    |    |    |    |    |

| 5月 |    |    |    |    |    |    |
| 日  | 月 | 火 | 水 | 木 | 金 | 土 |
|     |    | 1  | 2  | 3  | 4  | 5  |
| 6   | 7  | 8  | 9  | 10 | 11 | 12 |
| 13  | 14 | 15 | 16 | 17 | 18 | 19 |
| 20  | 21 | 22 | 23 | 24 | 25 | 26 |
| 27  | 28 | 29 | 30 | 31 |    |    |
|     |    |    |    |    |    |    |

| 6月 |    |    |    |    |    |    |
| 日  | 月 | 火 | 水 | 木 | 金 | 土 |
|     |    |    |    |    | 1  | 2  |
| 3   | 4  | 5  | 6  | 7  | 8  | 9  |
| 10  | 11 | 12 | 13 | 14 | 15 | 16 |
| 17  | 18 | 19 | 20 | 21 | 22 | 23 |
| 24  | 25 | 26 | 27 | 28 | 29 | 30 |
|     |    |    |    |    |    |    |

| 7月 |    |    |    |    |    |    |
| 日  | 月 | 火 | 水 | 木 | 金 | 土 |
| 1   | 2  | 3  | 4  | 5  | 6  | 7  |
| 8   | 9  | 10 | 11 | 12 | 13 | 14 |
| 15  | 16 | 17 | 18 | 19 | 20 | 21 |
| 22  | 23 | 24 | 25 | 26 | 27 | 28 |
| 29  | 30 | 31 |    |    |    |    |
|     |    |    |    |    |    |    |

| 8月 |    |    |    |    |    |    |
| 日  | 月 | 火 | 水 | 木 | 金 | 土 |
|     |    |    | 1  | 2  | 3  | 4  |
| 5   | 6  | 7  | 8  | 9  | 10 | 11 |
| 12  | 13 | 14 | 15 | 16 | 17 | 18 |
| 19  | 20 | 21 | 22 | 23 | 24 | 25 |
| 26  | 27 | 28 | 29 | 30 | 31 |    |
|     |    |    |    |    |    |    |

| 9月 |    |    |    |    |    |    |
| 日  | 月 | 火 | 水 | 木 | 金 | 土 |
|     |    |    |    |    |    | 1  |
| 2   | 3  | 4  | 5  | 6  | 7  | 8  |
| 9   | 10 | 11 | 12 | 13 | 14 | 15 |
| 16  | 17 | 18 | 19 | 20 | 21 | 22 |
| 23  | 24 | 25 | 26 | 27 | 28 | 29 |
| 30  |    |    |    |    |    |    |
|     |    |    |    |    |    |    |

| 10月 |    |    |    |    |    |    |
| 日   | 月 | 火 | 水 | 木 | 金 | 土 |
|      | 1  | 2  | 3  | 4  | 5  | 6  |
| 7    | 8  | 9  | 10 | 11 | 12 | 13 |
| 14   | 15 | 16 | 17 | 18 | 19 | 20 |
| 21   | 22 | 23 | 24 | 25 | 26 | 27 |
| 28   | 29 | 30 | 31 |    |    |    |
|      |    |    |    |    |    |    |

| 11月 |    |    |    |    |    |    |
| 日   | 月 | 火 | 水 | 木 | 金 | 土 |
|      |    |    |    | 1  | 2  | 3  |
| 4    | 5  | 6  | 7  | 8  | 9  | 10 |
| 11   | 12 | 13 | 14 | 15 | 16 | 17 |
| 18   | 19 | 20 | 21 | 22 | 23 | 24 |
| 25   | 26 | 27 | 28 | 29 | 30 |    |
|      |    |    |    |    |    |    |

| 12月 |    |    |    |    |    |    |
| 日   | 月 | 火 | 水 | 木 | 金 | 土 |
|      |    |    |    |    |    | 1  |
| 2    | 3  | 4  | 5  | 6  | 7  | 8  |
| 9    | 10 | 11 | 12 | 13 | 14 | 15 |
| 16   | 17 | 18 | 19 | 20 | 21 | 22 |
| 23   | 24 | 25 | 26 | 27 | 28 | 29 |
| 30   | 31 |    |    |    |    |    |
|      |    |    |    |    |    |    |

## 在職者
- 天皇: 明仁
- 内閣総理大臣: 野田佳彦(民主党)、12月26日より安倍晋三（自由民主党）
- 内閣官房長官: 藤村修(民主党)、12月26日より菅義偉（自由民主党）
- 最高裁判所長官: 竹﨑博允
- 衆議院議長: 11月16日まで横路孝弘(民主党)、12月26日より伊吹文明（自由民主党）
- 参議院議長: 平田健二(民主党)
- 国会: 第180回 (常会, 1月24日-9月8日）、第181回 (臨時会, 10月29日-11月16日)、第182回 (特別会, 12月26日-28日)

## 世相
- 第46回衆議院議員総選挙において、自由民主党（自民党）が単独で絶対安定多数（269議席）を確保する大勝を収め、与党に返り咲いた。一方、民主党は3年3ヶ月の政権運営に対する失望などから、前回の衆院選で獲得した308議席から5分の1以下に留まる57議席しか獲得できず、歴史的かつ壊滅的な大敗を喫した。

### 2012年の流行語
「ワイルドだろぉ」（スギちゃん）が新語・流行語大賞の年間大賞を受賞した（その他の受賞語は後節「#流行語」も参照）。

### 2012年の漢字
「金」・・・ロンドンオリンピックにおける日本人選手の過去最多となるメダルラッシュ、山中伸弥（京都大学教授）のノーベル生理学・医学賞受賞、世界一の高さを誇る自立式電波塔「東京スカイツリー」の開業など数々の金字塔が打ち立てられたことの他、日本の広範囲で金環日食が観測され注目を集めたことなどから。
なお、「金」は2000年に続き二度目の選出となった。

### 周年
- 古事記編纂1300周年。
- 五十円白銅貨（現行の五十円硬貨）発行から45周年[注釈 1]。
- 百円硬貨誕生及び発行から55周年[注釈 2]。
- 国鉄分割民営化25周年。
- 神戸連続児童殺傷事件から15年。
- 1月2日 - ナホトカ号重油流出事故から15年。
- 1月10日 - 東京国際フォーラム開館から15周年。
- 2月14日 - 東村山警察署旭が丘派出所警察官殺害事件から20年。
- 2月20日 - 飯塚事件から20年。
- 2月28日 - 無双シリーズ発売から15周年。
- 3月5日 - 市川一家4人殺害事件から20年。
- 3月11日
  - 東日本大震災から1年。政府主催で犠牲者追悼式開催。
  - 動燃東海事業所火災爆発事故から15年。
- 3月12日 - JTB創業100周年（前身の日本交通公社創立から）[c 1]。
- 3月19日 - 東電OL殺人事件から15年。
- 3月25日
  - 能登半島地震から5年。
  - ハウステンボス開業20周年。
- 3月30日 - 東京ミッドタウン開業5周年。
- 4月1日
  - 仮面ライダーシリーズ放送開始から40年。記念映画も放映された。
  - JRグループ発足25周年。
- 4月13日 - アニメ『クレヨンしんちゃん』放送開始20周年。
- 4月15日
  - 月刊コロコロコミック創刊35周年。
  - 三重県中部地震発生から5年。
- 4月17日 - 長崎市長射殺事件から5年。
- 4月27日 - 星のカービィ20周年。記念キャンペーンや記念ソフトの発売が実施された[a 1]。
- 5月3日
  - 日本国憲法施行65周年。
  - 朝日新聞阪神支局襲撃事件から25年。
- 5月4日 - 奈良県月ヶ瀬村女子中学生殺害事件から15年。
- 5月15日
  - 沖縄返還40周年。
  - 会津若松母親殺害事件から5年。
- 5月17日 - 長久手発砲立てこもり事件から5年。
- 6月19日 - 渋谷温泉施設爆発事故から5年。
- 7月16日 - 新潟県中越沖地震発生から5年。
- 7月24日 - 四日市ぜんそく患者の四日市公害裁判勝訴40周年（式典開催）[a 2][注釈 3]。
- 8月29日 - 大阪市営地下鉄長堀鶴見緑地線の全線開業から15年。
- 8月31日 - VOCALOID「初音ミク」発売5周年。
- 9月17日
  - 京田辺警察官殺害事件から5年。
  - 日朝首脳会談から10年。
- 9月20日 - PlayStation Portable発売5周年。
- 9月21日 - 日中国交正常化40周年。
- 9月27日 - 若戸大橋開通50周年[c 2][c 3]。
- 10月2日 - オールナイトニッポン放送開始45周年。
- 10月16日 - 加古川小2女児殺害事件から5年。
- 10月20日 - 国立市主婦殺害事件から20年。
- 10月28日 - 日本に初めてジャイアントパンダが来園（上野動物園）してから40周年。
- 11月17日 - 北海道拓殖銀行の破綻から15年。
- 11月22日 - 山一證券の破綻から15年。
- 12月11日 - 京都議定書採択15年。
- 12月14日 - ルネサンス佐世保散弾銃乱射事件から5年。
- 12月16日 - ポケモンショックから15年。
- 12月18日
  - 東京湾アクアライン開通15周年。
  - ファイナルファンタジーシリーズ発売開始25周年。
- 12月20日 - 首都高速道路の最初の区間が開通してから50周年[c 4]。

## できごと

### 1月
- 1月1日
  - 警視庁、一連のオウム真理教事件のうち、公証人役場事務長逮捕監禁致死事件実行容疑などに問われて逃亡中であった平田信を、出頭先の警視庁丸の内警察署にて逮捕[a 3]。
  - 首都高速道路、阪神高速道路が均一制から距離別料金に移行[a 4]。
  - NTTドコモのSPモードのメールが午後9時半ごろから2日にかけて送受信がしづらくなる障害が発生、最大260万人に影響[a 5]。
- 1月4日
  - 愛知県愛知郡長久手町が市制施行により長久手市となる[a 6]。
  - 内山晃代議士ら民主党離党組9名で『新党きづな』を旗揚げ[a 7]。
- 1月5日 - 築地市場で行われた初セリで北海道・戸井産クロマグロ（342キロ）に1キロ当たり9万5千円、1本では3249万円と記録が残る1999年以降で最高値がつく[a 8]。
- 1月7日 - 海上自衛隊横須賀基地に係留していた補給艦ときわで火災が発生。けが人はなし[a 9]。
- 1月8日 - NHK大河ドラマ『平清盛』放送開始（-12月23日）。
- 1月11日 - 広島県広島市の広島刑務所に服役していた中国籍の男が突如脱獄、全国に指名手配、2日後に同市内の路上で発見され身柄を確保、後に逮捕[a 10]（広島刑務所中国人受刑者脱獄事件）。
- 1月13日 - 野田第1次改造内閣発足。
- 1月14日 - 大学入試センター試験「地理歴史」「公民」で問題冊子の配布ミスが続出。また、東日本大震災の被災地で特設された宮城県立気仙沼高校では英語リスニングで必要なICプレーヤー200台が、東北大学に置かれたまま届かなかったなど、会場準備の不手際による前代未聞のトラブルが相次ぐ[a 11]。
- 1月16日 - 2006年に岩手県九戸郡洋野町で発生した母子殺害事件で、強盗殺人罪などに問われた被告人の男に対し、最高裁第一小法廷（宮川光治裁判長）は第一審・控訴審の死刑判決を支持し、被告人の上告を棄却する（死刑を確定させる）判決を宣告[a 12]。同年2月4日付で正式に死刑が確定（2015年12月18日に死刑執行）[1]。
- 1月17日 - 第146回芥川賞・直木賞の選考会が行われ、芥川賞に円城塔の「道化師の蝶」（群像7月号）と田中慎弥の「共喰い」（すばる10月号）、直木賞には葉室麟の「蜩ノ記」（祥伝社）が選ばれた[a 13]。
- 1月18日 - 流山女性殺害事件（1997年5月発生）の被疑者として、千葉県警察は事件当時17歳の少年だった男（当時32歳）を強盗殺人容疑で逮捕。また、事件発生直後に被害者の遺族3人を誤認逮捕したことを認め、謝罪した[2]。
- 1月20日 - 東京大学、秋入学へ全面移行するとした素案を正式に発表[a 14]。
- 1月22日
  - 滋賀県大津市長選挙で越直美が現職の目片信を破り当選、36歳で全国最年少の女性市長となる[a 15]。
  - リコール問題を受け行われた岐阜県中津川市の市長選挙で、無所属新人の青山節児が前職の大山耕二を破り初当選[a 16]。
- 1月24日 - 通常国会（第180回国会）召集。
- 1月25日
  - 東京都心でNTT docomoの携帯電話に通信障害。千代田区、中央区、世田谷区などの14区で、一時メールの送受信、インターネットへの接続が困難に。最大252万人に影響[b 1]。
  - 乗客106人が死亡した2005年4月のJR福知山線脱線事故で業務上過失致死傷罪に問われたJR西日本の山崎正夫前社長を無罪とした神戸地裁判決について、神戸地検が控訴断念、26日午前0時で無罪確定[a 17]。
- 1月27日 - 東日本大震災で政府が設置した15会議のうち、10会議で議事録を作成しておらず、このうち3会議で議事録も議事概要も作っていなかったことが発表される[a 18]。
- 1月31日 - 旭川地方裁判所、NHKが受信料を滞納していた契約者に80年分の支払いを求めた訴訟の控訴審で、旭川簡易裁判所によるNHK全面勝訴の1審判決を変更、5年を過ぎた分は時効で請求できないとする判決[a 19]。

### 2月
- 2月1日から3日 - 日本海側を中心に断続的に雪が降り続き、青森県の酸ケ湯で439cmに達するなど平年の2倍前後の積雪を観測[a 20]、雪による事故多発。
  - 秋田県仙北市の玉川温泉近くで雪崩が発生、湯治客の男女3人が死亡[a 21][a 22]。
  - 青森県の国道279号線で大型車が坂道を上れず道を塞ぎ、一時車約400台が立ち往生[a 23][a 24]。
- 2月2日 - 東京証券取引所、株式の売買・情報配信システム障害発生により全上場の1割にあたる241銘柄の売買を停止[a 25]。
- 2月3日 - 千葉地方裁判所、NHKが受信料を滞納した柏市内の男性に約6年分の支払いを求めた訴訟の控訴審判決で、「受信料債権の消滅時効は10年」とするNHK側の主張を退け、支払期限から5年を過ぎた分は時効で請求できない、とした1審松戸簡易裁判所判決を支持する判決[a 26]。
- 2月5日 - 仙台空港で、エアーニッポン731便（エアバスA320機）の機体後部が着陸時に滑走路面に接触する事故が発生、後部圧力隔壁フレームが損傷[a 27]。
- 2月7日 - 岡山県倉敷市のJX日鉱日石エネルギー水島製油所で、海底パイプライン敷設等のためのトンネル掘削工事実施中に落盤事故が発生し、トンネル内に海水が流入、工事現場の作業員5名が死亡[a 28]（JX水島製油所海底トンネル掘削現場落盤事故）。
- 2月8日 - 総額2兆5345億円の2011年度第4次補正予算成立。
- 2月10日
  - パナソニック、VHS方式の家庭用ビデオテープレコーダの生産を終了[a 29]。
  - 復興庁が発足。
- 2月11日 - KDDI（auブランド）の通信設備（電気設備）の故障により、スマートフォンを中心とした携帯電話の一部機種で一時通信障害が発生、全国で最大約615万台に影響[a 30][b 2]。
- 2月12日
  - 中央防波堤外側埋立地と若洲を繋ぐ東京ゲートブリッジが開通[a 31]。
  - 2012年宜野湾市長選挙で佐喜眞淳が当選[c 5]。
- 2月14日 - 野田首相、内閣に東日本大震災総括担当大臣を新設、平野達男復興担当大臣を兼務で任命[a 32]。
- 2月16日 - オリンパスによる粉飾決算事件で、菊川剛前社長ら旧経営陣3人と指南役とされる4人を金融商品取引法違反で逮捕[a 33]。
- 2月18日 - 東京大学医学部附属病院で、明仁天皇の狭心症治療のための心臓の冠動脈バイパス手術施術[a 34][a 35]。

- 2月20日

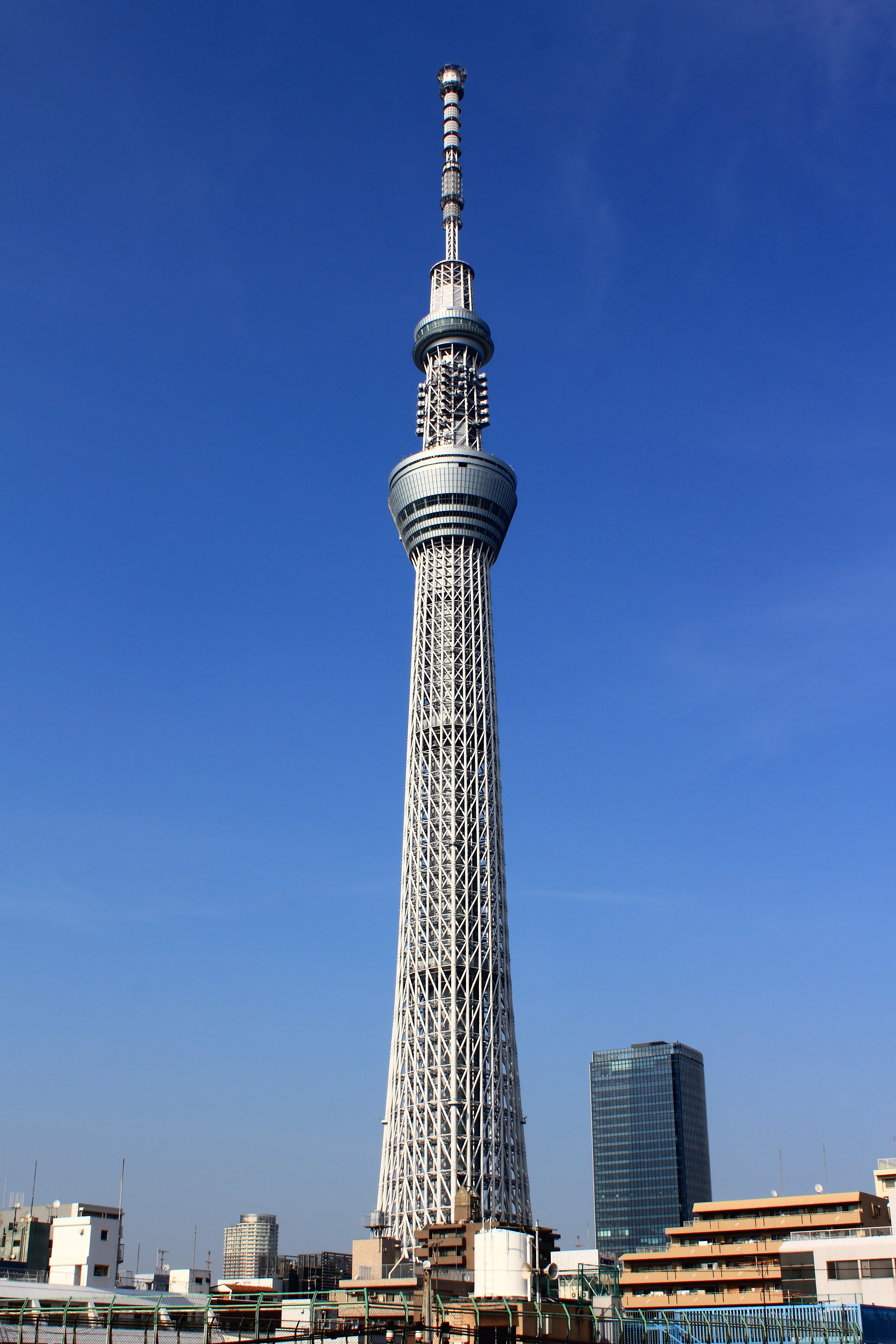
東京スカイツリー

  - 最高裁判所第一小法廷、1999年に山口県光市で発生した母子殺人事件について、2008年広島高等裁判所が差し戻し二審で下した死刑判決を支持し、被告人の上告を棄却、被告人の死刑確定[a 36]。
  - 関西電力が福井県のすべての原子力発電所（11基）の操業を停止、60Hz地域の原発がすべて運転停止となる[a 37]。
- 2月22日 - 大阪市営地下鉄梅田駅の上りホームにある倉庫で火災が発生、構内に煙が立ち込めたため御堂筋線が一時全線で運転を見合わせ、約11万8千人に影響[a 38][a 39]。
- 2月23日 - 福島県、福島市の2次避難所を閉鎖、東日本大震災の被災3県の全避難所が閉鎖される[a 40]。
- 2月27日
  - 河村たかし名古屋市長による南京事件否定発言により、中国で反対運動。
  - 半導体メモリDRAM大手のエルピーダメモリが会社更生法適用を申請し、経営破綻[a 41]。
- 2月28日 - スバル・サンバー（自社生産モデル）が生産終了、富士重工業は軽自動車の自社生産から撤退。
- 2月29日
  - 墨田区に自立式鉄塔としては世界一となる高さ634mの東京スカイツリー竣工[a 42]。
  - 椎名林檎が率いる5人組ロックバンド東京事変が解散。

### 3月
- 3月1日
  - コナミデジタルエンタテインメントがハドソンを吸収合併[c 6]。
  - 衛星放送のBSが、有料放送（スカパー!e2）を6チャンネル追加（110度CSから5つ移行、新規1つ開局）[c 7]。
  - 全日本空輸系の格安航空会社、ピーチ・アビエーションが初就航[a 43]。
- 3月3日 - 6年制教育初の薬剤師国家試験が3月3日、3月4日に渡り2日間開始。
- 3月5日 - 警視庁、首都直下型地震のような大規模災害が発生した場合の交通規制を改正することを発表[a 44]。
- 3月7日 - 観音寺競輪本場でのレース開催終了、以後は場外車券売場化。
- 3月11日 - 国立劇場で政府主催の「東日本大震災一周年追悼式」（2021年/令和3年まで毎年この日に開催予定。）が行われ、天皇・皇后・首相等が出席[a 45]、また各地で追悼式が行われた。
- 3月15日 - 大阪地方裁判所、2002年に発生した平野母子殺害事件の差し戻し審判決で被告に逆転無罪判決。
- 3月16日
  - 同日出発分をもって、寝台特急「日本海」[a 46]、急行「きたぐに」廃止[a 47]（臨時列車に格下げ）。
  - 新幹線100系電車、新幹線300系電車が引退[a 48]。
- 3月17日
  - 無料の衛星放送「Dlife（BS258）」が開局、衛星デジタル放送（BS）は、NHK（HD2）と無料放送（HD9）・有料放送（HD17・SD1）・ラジオ（1）・データ（1）・セーフティネット（SD7）の38チャンネルとなる。
  - 東武伊勢崎線業平橋駅、「とうきょうスカイツリー駅」に改称。
- 3月18日 - 東北観光博覧会が東北地方の6県で開催（2013年3月31日まで）[c 8]。
- 3月21日 - 第84回選抜高等学校野球大会が開幕。
- 3月23日 - 証券取引等監視委員会、AIJ投資顧問による企業年金資産消失問題について、金融商品取引法違反を理由とし強制捜査に着手[a 49]。
- 3月24日 - 日本海東北自動車道あつみ温泉IC- 鶴岡JCT間が開通。
- 3月26日 - 東京電力柏崎刈羽原子力発電所が運転停止したことにより、国内で稼働中の原子力発電所が北海道電力泊発電所3号機のみとなる[a 50]。
- 3月29日 - 下関通り魔殺人事件の犯人など3人の死刑囚に死刑執行[a 51]。
- 3月30日
  - 福島復興再生特別措置法が成立[a 52]。
  - 新児童手当法が成立[a 53]。
  - 14年ぶりに暫定予算案（4月6日までの約3.6兆円）が成立[a 54]。
  - 田中防衛大臣、北朝鮮のミサイル発射実験に関連し破壊措置命令[a 55]。
  - 日本航空羽田発鹿児島行日本航空1873便（ボーイング777-300）、静岡県沼津付近を飛行中にエンジントラブルで羽田空港に引き返し緊急着陸[a 56]。
- 3月31日
  - NTTドコモ PDCによる携帯電話サービスmova終了[a 57]。
  - 東日本大震災の影響で8ヶ月間延長されていた、岩手県・宮城県・福島県の地上アナログ放送が終了し、全国で完全デジタル化が完了した。これで、日本のアナログ放送は完全に廃止され、約60年の歴史に幕を閉じた[a 58]。
  - 長野電鉄屋代線[a 59]および十和田観光電鉄[a 60]がこの日限りで廃止。

### 4月
- 4月1日
  - 熊本市（熊本県）が全国20番目の政令指定都市に移行[a 61]。
  - 福島第1原発事故に伴う警戒区域が福島県田村市と川内村で先行解除され、避難指示解除準備区域と居住制限区域に再編[a 62]。
- 4月2日 - NHK連続テレビ小説『梅ちゃん先生』放送開始（-9月29日）
- 4月4日 - 第84回選抜高等学校野球大会の決勝戦が阪神甲子園球場で行われ、大阪桐蔭（大阪）が光星学院（青森）に7対3で勝利し初優勝。
- 4月5日 - 2012年度予算が日本国憲法第60条・衆議院の優越の規定に基づいて成立（一般会計総額約90兆円）[a 63]。
- 4月6日
  - 国民新党代表を解任された亀井静香が離党を表明[a 64]。
  - 首相と経済産業相ら4閣僚が原発再稼働の関係閣僚会合を首相官邸で開催し、原子力発電所の運転再開を判断する新たな安全基準を決定した[a 65]。
- 4月11日 - 東京高等裁判所、千葉県市川市福栄における英国人女性殺人事件の第二審判決公判で、無期懲役とした第一審の東京地方裁判所判決を支持、被告人の控訴を棄却[a 66]。
- 4月12日 - 京都市祇園の四条通と大和大路通の交差点で、てんかんの持病を持つ男が運転する車が歩行者をはね、通行人7名と運転していた男が死亡する事故[a 67]。（京都祇園軽ワゴン車暴走事故）
- 4月13日
  - さいたま地方裁判所、2009年に発生した首都圏連続不審死事件の被告人に対し死刑判決[a 68]。
  - 枝野幸男経済産業大臣、定期検査などで停止中の大飯発電所について「再起動には必要性が存在すると判断した」と表明[a 69]。
- 4月14日 - 15:00(JST)に新東名高速道路御殿場JCT-浜松いなさJCT間、清水JCT-新清水JCT間、浜松いなさJCT-三ヶ日JCT間が開通[a 70]。
- 4月17日 - 文部科学省、2年ぶりに「全国学力・学習状況調査」（全国学力テスト）実施[a 71]。
- 4月18日 - 自由民主党、前田武志国土交通相と田中直紀防衛相の問責決議案を参議院に提出[a 72]。
- 4月19日 - 福島第一原子力発電所の1-4号機が正式に廃炉[a 73]。これにより日本の原発が54基から50基に減少した。
- 4月20日
  - 参院本会議で18日に提出された問責決議案可決[a 74]。
  - 秋田県鹿角市の秋田八幡平クマ牧場でヒグマが脱走、襲われた飼育員の女性2人が死亡、クマ6頭を射殺[a 75]。6月9日にクマ牧場の経営者が業務上過失致死で逮捕された[a 76]。
- 4月22日
  - 山口県玖珂郡和木町の三井化学岩国大竹工場にて精製プラントの爆発炎上事故発生、作業員1名が死亡[a 77]（三井化学岩国大竹工場爆発事故）。
  - 環境省、新潟県佐渡市で放鳥した国の特別天然記念物トキのうち、営巣していたペアから、ひなが誕生したと発表。放鳥したトキからひなが孵化したのは初めてで、自然界での孵化は1976年以来36年ぶり[a 78]。
  - 東京都八王子市の西八王子駅北口で西東京バスの路線バスの運転手が刺され、翌日、14歳の中学生を傷害容疑で逮捕[a 79]。
- 4月23日
  - 京都府亀岡市の京都府道402号王子並河線で無免許運転の少年の車が集団登校の列をはね、小学生と保護者の妊婦および胎児が死亡[a 80] 運転していた少年に対する危険運転致死罪適用は見送り[a 81]（詳細は亀岡暴走事故参照）。
  - 千葉県警察本部でストーカー殺人捜査を巡り幹部20人を処分[a 82]。
- 4月26日
  - 渋谷駅東口に駅直結の複合商業施設「渋谷ヒカリエ」開業。
  - 東京地方裁判所、資金管理団体「陸山会」の土地購入疑惑事件で政治資金規正法違反の罪に問われた民主党の小沢一郎元代表に対し無罪判決[a 83]。
- 4月29日 - 群馬県藤岡市の関越自動車道路藤岡ジャンクション付近の防音壁に金沢駅発東京ディズニーリゾート行夜行バスが激突、乗客7名が死亡、運転手を5月1日に自動車運転過失致死傷容疑で逮捕(関越自動車道高速バス居眠り運転事故)[a 84]。

### 5月
- 5月1日 - 電力不足が予想されるため、全国の官公庁などで例年より1か月早めにクールビズ開始[a 85]。
- 5月4日 - 長野県白馬岳で福岡県北九州市の63-78歳の男性グループ6人が遭難、翌日全員死亡が確認される[a 86]。その他5日にかけて北アルプスで中高年登山者による遭難事故が相次ぐ[a 87]。
- 5月5日 - 北海道電力泊発電所が23:00に運転停止[a 88][a 89]、1970年以来42年ぶりに日本のすべての原子力発電所50基が稼働停止となる[a 90][a 91]。
- 5月6日 - 茨城県つくば市で大型突風が襲ったことにより住宅約140戸が全壊又は半壊し、地元の男子中学生が死亡するなどの被害[a 92]。
- 5月9日 - 小沢一郎被告を無罪とした4月26日の東京地裁判決を受け、検察官役の指定弁護士が政治資金規正法違反（虚偽記載）で控訴[a 93]。

- 5月10日

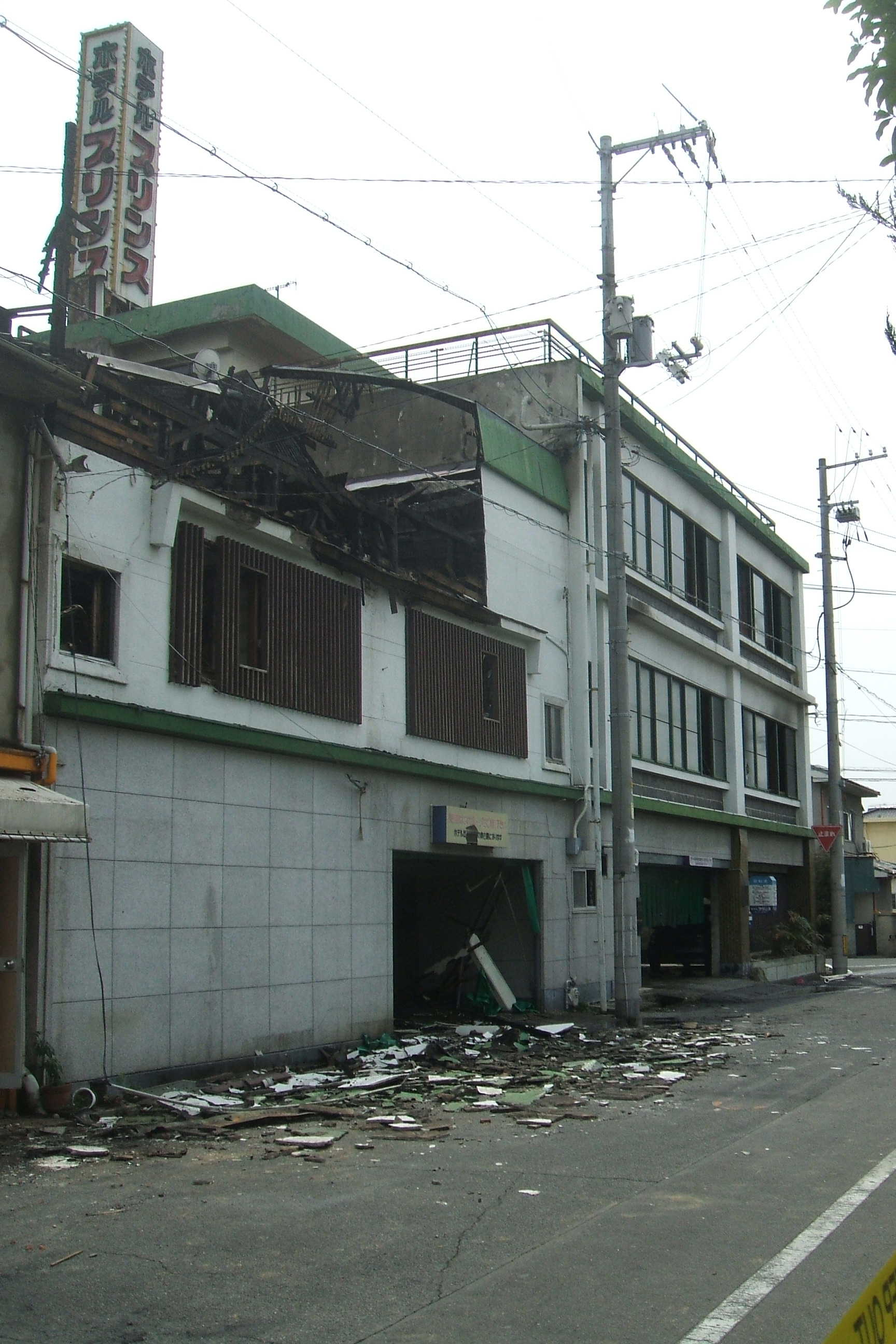
福山市のホテル火災現場

  - 2011年度末時点の国の借金が約959兆円と過去最高額になったことが発表される[a 94]。
  - 石井一参議院予算委員会委員長が、参議院議院運営委員会に事前申請していたフィリピン共和国への出張に際し、申請期日より早く渡航していたことが発覚、引責辞任[a 95]。
- 5月11日 - ビックカメラがコジマと資本業務提携[c 9]。
- 5月13日 - 広島県福山市のホテル「プリンス」で火災、7人が死亡（詳細は「福山ホテル火災」参照）[a 96]。
- 5月15日 - 沖縄県本土復帰40年記念式典[a 97][a 98]。
- 5月18日 - 種子島宇宙センターから、水循環変動観測衛星「しずく」（GCOM-W1）および韓国の多目的実用衛星「アリラン3号」（KOMPSAT-3）、小型副衛星（ピギーバック衛星）2基を搭載したH-IIAロケット21号機の打ち上げに成功[b 3][a 99]。
- 5月19日 - 利根川水系で有害物質「ホルムアルデヒド」が検出され、千葉県北部の5市で断水[a 100]。

- 5月20日

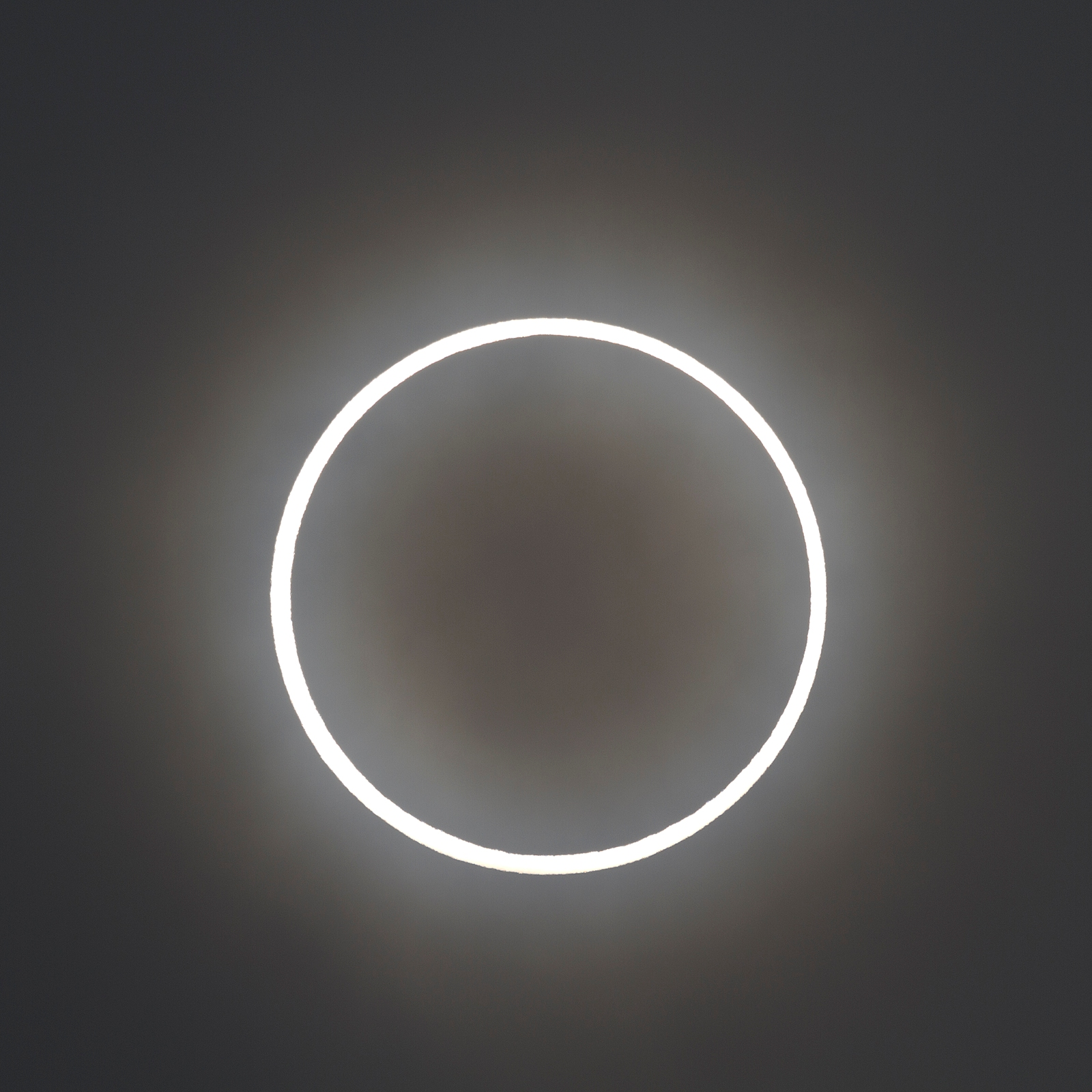
金環日食（茨城県鹿嶋市）

  - 京都市右京区の東映京都撮影所の第一ステージ付近で火災、鉄筋コンクリート平屋建て建物約1300平方メートルが全焼、けが人はなし[a 101]。本件火災は漏電が原因であると見られ、撮影所は20年間電気設備を更新していなかったことが発覚した[a 102]。
  - 日本を含む北太平洋で金環日食を観測[d 1]（日本、中国を含む日付変更線の西側では5月21日となる、詳細は「2012年5月21日の日食」参照）。
東京では午前7時32分頃、太陽高度35度で継続時間5分4秒の金環となり、同地域では江戸時代の1839年以来173年ぶりの観測となる。
- 5月22日 - 東京スカイツリー[a 103] および、東京ソラマチなど周辺の商業・観光・業務施設を含む東京スカイツリータウン開業。
- 5月23日 - 里見香奈が史上最年少（22歳）の将棋女流4冠を達成[a 104]。
- 5月24日 - 新潟県南魚沼市の国道253号線八箇峠トンネル建設現場で爆発事故[a 105]、4人が死亡[a 106]。
- 5月25日 - 名古屋高等裁判所、1961年に三重県名張市で発生した『名張毒ぶどう酒事件』第7次再審請求公判で、検察側の異議申立てを認定、被告人の再審請求を棄却[a 107]。

### 6月
- 6月1日 - 前年に続き、環境省などでスーパークールビズ開始[a 108]。
- 6月3日
  - 13:30(JST)頃熊本空港発大阪国際空港行全日空1626便（ボンバルディアDHC8-Q400型、乗客乗員68人）機体にトラブル発生、松山空港に緊急着陸[a 109]。
  - オウム真理教事件の逃走犯の1人である菊地直子が逮捕[a 110]。
- 6月4日
  - 東証株価指数（TOPIX）の終値が695.51。バブル崩壊後の最安値を更新。
  - 野田第2次改造内閣発足[a 111]。
  - 日本全国で部分月食観測[a 112]。
- 6月6日
  - 寛仁親王薨去[c 10]。
  - 金星が太陽の前を横切る金星の太陽面通過観測[a 113][a 114]。
- 6月7日 - 東京高等裁判所、東電OL殺人事件の再審開始と刑の執行停止を決定[a 115]。
- 6月10日
  - 大阪市中央区東心斎橋で男女2人が刺されて死亡する通り魔事件発生、犯人をその場で現行犯逮捕[a 116]。
  - 東京駅復元工事で駅舎の一階部分が先行開業。
- 6月11日 - NTTドコモがタワーレコードを子会社化[c 11]。
- 6月12日 - 細野豪志環境相が白熱電球の製造販売を自粛するよう要請[a 117]。
- 6月14日 - 豊島岡墓地で寬仁親王の斂葬の儀挙行[a 118][a 119]。
- 6月15日
  - オウム真理教事件の最後の特別手配犯であった高橋克也を逮捕[a 120]。
  - 国内で初めて脳死と判定された6歳未満の男児からの臓器摘出[a 121][a 122]。
- 6月16日 - 政府が大飯原子力発電所3、4号機の再稼働を決定[a 123]。
- 6月17日 - 群馬県嬬恋村の『軽井沢おもちゃ王国』の「ドラゴンコースター」で6歳男児が放り出され骨折の重傷[a 124]。
- 6月19日 - 台風4号が和歌山県に上陸、6月としては8年ぶりの台風上陸となる[a 125]。
- 6月20日
  - 原子力規制委員会設置法が成立[a 126]。
  - 成田国際空港で、北京発全日空956便（ボーイング767-300型）が着陸した際、機体が歪むほどの強い衝撃を受ける。後に航空事故と認定[a 127]（全日空956便事故）
- 6月22日 - ファーストサーバ、20日に発生したプログラムの欠陥により、同社のサーバー利用者の一部でメールやホームページのデータが消失したと発表。映画館「109シネマズ」や小林製薬、大阪市の水族館「海遊館」など約5千社・団体に影響[a 128][a 129]。
- 6月25日 - ソニーとパナソニックが有機ELの共同開発合意[a 130]。
- 6月26日
  - ビックカメラがコジマを子会社化[c 12]。
  - 消費税を2014年4月1日から8%、2015年10月から10%に引き上げる消費税法改正案が衆議院本会議で可決、民主党議員73人（反対57、棄権16）が造反[a 131]。
- 6月27日
  - 関西電力の株主総会で原発全廃を求める大阪市からの提案を否決[a 132]。
  - 東京電力の株主総会において、公的資金投入による同社の事実上の国有化を正式に承認[a 133]。
- 6月28日
  - 最高裁、朝鮮総連本部ビル売却問題で、朝鮮総連本部ビルの登記移転が仮装売買であったとする東京地方裁判所、東京高等裁判所の判決を支持し控訴を棄却。7月10日、整理回収機構により朝鮮総連本部の土地建物が競売となる[a 134]。
  - 北九州市戸畑区の住宅街でロケットランチャーが発見され住民が一時避難[c 13][a 135]。
- 6月29日 - 整備新幹線新函館 - 札幌、金沢 - 敦賀、諫早 - 長崎3区間の着工認可[a 136]。

### 7月
- 7月1日
  - 食品衛生法により生の牛レバー（レバ刺し）の提供禁止[a 137]。
  - 関西国際空港と大阪国際（伊丹）空港が経営統合[a 138]。
  - ガールズケイリン（女子競輪）が48年ぶりに平塚競輪場で復活[a 139]。
  - 3年半ぶりのうるう秒（日本標準時8:59:59の後に8:59:60を追加）[a 140]。
  - トヨタ自動車、東日本の3社を統合してトヨタ自動車東日本を設立。
- 7月2日
  - 民主党、元代表・小沢一郎以下衆議院議員37人、参議院議員12人が離党届を提出[a 141][a 142]。
  - 政府、夏の電力不足に備え、沖縄電力を除く9電力会社の管内で「節電期間」をスタート[a 143]。
- 7月3日
  - 日本航空系格安航空会社「ジェットスター・ジャパン」就航[a 144]。
  - 松山空港発東京国際空港行全日空598便（ボーイング767-300型機、乗員・乗客215人）、離陸直後のトラブル発生により松山空港に緊急着陸[a 145]。
- 7月5日
  - 上野動物園のパンダ シンシン（真真）が、上野動物園では24年ぶり、自然繁殖では初となる雄を出産[a 146] するも、同月11日に死亡[a 147]。
  - 大飯発電所3号機が発電開始、全面停止していた原子力発電所が2ヶ月ぶりに再稼働[a 148]。
  - 国会の東京電力福島原子力発電所事故調査委員会、福島第一原子力発電所事故事故は自然災害ではなく「人災」であるとした報告書を公表[a 149]。
  - 将棋の羽生善治棋聖が通算81期のタイトルを獲得して大山康晴十五世名人（通算80期）の記録を破り単独1位になる[a 150]。
- 7月6日
  - 与野党、「大阪都構想」を後押しする法案を今国会に共同提出することで正式に合意[a 151]。
  - 観光庁、関越道バス事故でツアーを企画した旅行会社「ハーヴェストホールディングス」の旅行業登録を抹消[a 152]。
- 7月8日 - 福岡県筑紫野市で発砲事件、元暴力団幹部が撃たれ死亡[a 153]。
- 7月9日 - 出入国管理法改正に伴う「新しい在留管理制度」施行により外国人登録制度廃止[c 14][a 154]。
- 7月11日
  - 小沢一郎を代表とする衆参両院議員49名により、新党「国民の生活が第一」結成[a 155]（11月27日日本未来の党に合流して解党）。
  - 東京スカイツリー、当日券の販売を開始[a 156]。
  - 大津いじめ自殺事件: 前年10月11日に市立皇子山中学校2年生の男子生徒（当時14歳）が同級生からのいじめを苦に自宅マンションから飛び降り自殺した事件を受け、滋賀県警察が暴行容疑で同中学校と市教育委員会を家宅捜索[3]。
- 7月11日〜7月14日 - 熊本県阿蘇市乙姫で816.5ミリ、大分県日田市椿ヶ鼻で656.5ミリ、福岡県八女市黒木町で649ミリに達するなど、九州北部（大分県・熊本県・福岡県・佐賀県）で記録的な豪雨[a 157]（15日に「平成24年7月九州北部豪雨」[d 2] と命名）。
- 7月12日
  - 日本銀行、金融政策決定会合で政策金利の据え置き及び短期国債5兆円増額の措置を決定[a 158]。
  - 三陸自動車道利府中IC- 松島海岸ICの4車線化が完了。
- 7月13日 - カルピスが約9万件の個人情報を流出[c 15]。
- 7月14日 - 静岡県藤枝市の新東名高速道路下り線で乗用車3台が絡む事故発生、1人が死亡し、新東名高速が開通して以来、初めての死亡事故となる[a 159]。
- 7月15日 - 全国各地で木星食を観測[a 160]。
- 7月17日
  - 福島県飯舘村が放射線量に応じて避難区域を3区域に再編[a 161]。
  - 第147回直木賞に辻村深月『鍵のない夢を見る』[c 16]、第147回芥川賞に鹿島田真希『冥土めぐり』[c 17] を選定。
- 7月18日 - 国土交通省、全国の高速ツアーバス会社の8割で、道路運送法の規定に反する問題が見つかったと発表。運転手の乗務時間が上限を超えるなど安全上の問題が多く、約2割では重大な違反が指摘された[a 162]。
- 7月19日 - 神奈川県警察、同県警第2機動隊所属の巡査部長を、女子高校生に裸体写真を撮影させ携帯電話のメールで画像を送信させた容疑で逮捕[a 163]（詳細は神奈川県警察の不祥事を参照）。
- 7月21日
  - 福岡都市高速道路環状線が開通[注釈 4]。
  - 愛知県警察、長野県警察所属の巡査部長2人を個人情報漏えいで逮捕[a 164]。
- 7月22日 - KDDI／沖縄セルラー電話 (au) が旧800MHz帯の使用を終了、auの新800MHz帯に対応していない端末は使用不可となる（全てのcdmaOneシリーズおよびCDMA 1X (CDMA2000 1X)シリーズ、CDMA 1X WINシリーズの2003年冬モデル - 2007年夏モデルなど）。cdmaOneのサービス終了により日本における第2（2.5）世代携帯電話は全て停波[c 18]。
- 7月23日 - オスプレイが岩国基地に到着[a 165]。
- 7月24日
  - 携帯電話用周波数である800MHz帯の再編、及びテレビ用周波数で53ch〜62chを使用するテレビ局が13ch〜52chへの移動（リパック）を終了。
  - 最高裁判所第三小法廷、2000年と2008年に大阪市内で中国人女子留学生と会社員男性を殺害した強盗殺人事件の上告審で被告人の上告を棄却、死刑判決が確定[a 166]。
  - 政府、日銀審議委員に木内登英と佐藤健裕を任命[a 167]。
- 7月25日
  - ソフトバンクモバイル、900MHz帯による携帯電話サービスプラチナバンドを開始[c 19]。
  - 枝野幸男経済産業相、東京電力が申請をした家庭向け電気料金の値上げを認可、9月1日から平均8.46%の値上げ[a 168]。
  - 2012年上半期日本の貿易赤字が過去最大の2.9兆円に上ったことが判明[a 169]。
  - 福岡県警察、暴力団に捜査情報を漏らして、見返りに金銭を受け取った収賄罪容疑で同県警警部補を逮捕[a 170]。
- 7月26日
  - 衆議院で改正暴力団対策法が可決成立[a 171]。
  - 厚生労働省発表により、日本女性の2011年の平均寿命が85.90歳となり、香港に抜かれ1985年以来続いていた平均寿命世界一から転落したことが判明[a 172]。
  - チケットぴあで午前0時過ぎから20時間にわたってシステム障害が発生、チケット予約などのサービスが利用不可となる[a 173]。
- 7月30日 - 明治天皇崩御から100周年。明治神宮で「明治天皇百年祭」を開催[a 174]。
- 7月31日 - 政府、東京電力に対し原子力損害賠償支援機構を通じ1兆円の公的資金をて投入、議決権50.11%を取得して国が筆頭株主となる[a 175]。

### 8月
- 8月1日 - 東京スカイツリーの来場者が開業72日目で100万人を超えた[a 176]。
- 8月2日 - NTTドコモの携帯電話の一部で関東、東海、関西地方を中心に午後6時ごろから1時間40分にわたり、通話やメールが使えなくなる通信障害が発生、最大145万人に影響[a 177][a 178]。
- 8月3日
  - 新潟県小千谷市の関越自動車道上り線で止まっていたトラックにワンボックスカーが追突、5人が死亡[a 179]。
  - 死刑囚2人の死刑が執行される。対象は三島女子短大生焼殺事件の死刑囚（東京拘置所在監：40歳没）と、京都・神奈川親族連続殺人事件の死刑囚（大阪拘置所在監：31歳没）で[a 180]、死刑執行は野田政権では2回目[a 181]。
  - 5年前、2007年（平成19年）のいわゆる「闇サイト殺人事件」で前月に最高裁判所で無期懲役判決が確定した堀慶末が、14年前の1998年（平成10年）に愛知県碧南市で夫婦を殺害し現金を奪ったなどとして、共犯の男2人とともに愛知県警に逮捕された（碧南市パチンコ店長夫婦殺害事件）[a 182]。同月24日に起訴[a 183]。その後、堀は同事件で2019年に死刑が確定、ほか2人もそれぞれ無期懲役が確定している[a 184]。
- 8月6日 - 東京電力、福島第1原子力発電所事故直後から記録していた社内のTV会議映像の一部を公開[a 185]。
- 8月7日 - 内閣不信任決議案、および野田佳彦内閣総理大臣問責決議案を野党6党で衆議院に提出[a 186]。同月9日、反対多数で否決[a 187]。
- 8月8日 - 第94回全国高等学校野球選手権大会が阪神甲子園球場で開幕。
- 8月9日 - 第94回全国高等学校野球選手権大会の大会2日目、1回戦・第3試合桐光学園の松井裕樹が、対今治西戦で10連続を含む1試合22三振奪取の大会新記録を達成。
- 8月10日
  - 参議院、消費税法改正案を可決成立[a 188]。
  - 韓国の李明博大統領が竹島に上陸[a 189]。
- 8月13日 - NTTドコモの携帯電話の通話やメールが日本国外（220か国の国・地域）でつながりにくくなる通信障害が午後6時24分ごろから15日にかけて発生、8万人に影響[a 190][a 191]。
- 8月14日 - 金星の前を月が横切って隠す金星食を観測[a 192]。
- 8月15日
  - 松原仁国家公安委員会委員長と羽田雄一郎国土交通大臣、民主党政権の閣僚として初めて終戦の日に靖国神社を参拝[a 193]。
  - 尖閣諸島の魚釣島に香港の活動家ら7人が上陸、うち5人を沖縄県警察が出入国管理及び難民認定法違反（不法上陸）の現行犯で逮捕。海上保安庁の巡視船が領海内で抗議船を捕捉、乗っていた9人全員を同法違反（不法入国）の現行犯で逮捕[a 194]（香港活動家尖閣諸島上陸事件）。同月17日、法務省入国管理局が、沖縄県警に逮捕された5人と、海上保安庁に逮捕された香港のテレビ局クルー2人の計7人を、那覇発香港行きの民間機で強制送還[a 195]。
- 8月18日 - 九州新幹線西九州ルート諌早 - 長崎間の起工式挙行。開通は10年後の2022年の見込み[a 196]。
- 8月19日
  - 京王線国領駅、布田駅、調布駅が地下化。これにより18か所の踏切が解消。[4]
  - 北陸新幹線金沢 - 敦賀間の起工式挙行。開通は2025年の見込み[a 197]。
  - 日本人活動家尖閣諸島上陸事件が起きる。
- 8月20日 - 東京都銀座で、JOC主催のロンドンオリンピック日本人メダリストによるパレード開催、沿道には約50万人が詰めかけた[a 198]。
- 8月21日
  - JR東海、2013年2月にデビューする東海道新幹線の新型車両N700Aを初公開[a 199]。
- 8月22日 - 野田佳彦内閣総理大臣、総理大臣官邸で脱原発を求める市民団体のメンバーと初めて面会[a 200]。
- 8月23日 - 第94回全国高等学校野球選手権大会の決勝戦が午前10時30分から甲子園球場で行われ、春に続き、大阪府の大阪桐蔭と青森県の光星学院の顔合わせとなるが、大阪桐蔭が春に続き光星学院を3-0で下し、史上7校目の春夏連覇を果たした。また前年の第93回に続き2年連続で午前中に決勝が行われた。
- 8月24日 - 金融庁、システム障害が相次ぐ東京証券取引所に対し業務改善命令[a 201]。
- 8月25日 - 北海道長万部町で北海道新幹線新函館北斗-札幌間起工式挙行[a 202]。開業は2035年の見通し。
- 8月27日 - 海上保安庁、香港の活動家らによる沖縄・尖閣諸島不法上陸事件における上陸までの活動家らの行動を撮影した映像を公表[a 203]。
- 8月29日
  - 参議院、大都市地域特別区設置法案を可決成立[a 204]。
  - 参議院本会議、野田佳彦内閣総理大臣に対する問責決議案を、野党の賛成多数により可決[a 205]。
  - 中央防災会議の作業部会及び内閣府の検討会、南海トラフ巨大地震で関東から九州の太平洋側で最大34mの津波と震度7の揺れにより、死者32万人が発生するとの想定を発表[a 206]。
- 8月31日 - ダイハツ・コペンが生産終了、直列4気筒エンジンを搭載した軽自動車は全滅。

### 9月
- 9月1日 - 東京電力の家庭向け電気料金値上げ[c 20]。
- 9月6日 - 熊本県阿蘇市の動物園「阿蘇カドリー・ドミニオン」で飼育され、テレビ番組に出演し人気となっていたチンパンジー「パンくん」が飼育研修生にかみつき2週間のけがを負わせる[a 207]。
- 9月8日 - 通常国会（第180回国会）閉幕、法案成立率は66%で戦後5番目の低さ[a 208]。
- 9月11日 - 日本政府、尖閣諸島の魚釣島及び南小島、北小島を所有する地権者と20億5千万円で売買契約締結、国有化[a 209]。
- 9月12日 - 2013年度の各省からの概算要求総額が102兆円に上り過去最大の規模となる[a 210]。
- 9月16日 - 日本の65歳以上の人口が3074万人と過去最多となる[c 21]。
- 9月19日
  - 原子力規制委員会が発足[a 211]。
  - 日本航空が東京証券取引所に再上場。
- 9月21日 - 民主党党大会における民主党代表選挙で、現職の野田佳彦候補（内閣総理大臣）が、2位以下に大差をつけて代表に再選[a 212]。
- 9月24日
  - オウム真理教事件の全捜査が完全に終了[a 213]。
  - 23時58分頃、京急本線の追浜駅と京急田浦駅の間の船越第1隧道入口で崩落した土砂と京成高砂発三浦海岸行き8両編成の下り特急電車が衝突する事故が発生。乗客55名と運転士および車掌が負傷。(京急本線土砂崩れ列車脱線事故)
- 9月25日 - 東京高等裁判所が9月12日に秋葉原無差別殺傷事件の控訴審で控訴が棄却され死刑判決を受けた被告人側弁護士が、判決を不服として最高裁に上告[a 214]。
- 9月26日
  - 自由民主党総裁選挙で、立候補者5名に対する第1回投票（自由民主党所属国会議員＋地方党員票）では、石破茂が199票、安倍晋三が141票、石原伸晃が96票、町村信孝が34票、林芳正が27票という得票結果となったが、いずれの候補者も過半数を獲得出来なかった為、1位の石破と2位の安倍による決選投票に持ち込まれ、国会議員のみによる投票の結果、安倍が108票、石破が89票となって安倍晋三が当選、2007年以来5年ぶり2度目の返り咲きとなる第25代総裁に選出される[a 215]。
  - 大相撲の日馬富士公平が第70代横綱に昇進、日本人以外の力士では5人目。
- 9月27日 - 野田政権下で3回目となる死刑囚2名に対する刑執行[a 216]。2012年は7人が執行された。
- 9月28日
  - 新幹線E1系電車がこの日限りで定期運用から引退[c 22][注釈 5]。
  - オリンパスとソニーが資本・業務提携[a 217]。
- 9月29日
  - 日本触媒姫路製造所で爆発事故[a 218]。
  - レスリングの吉田沙保里が世界選手権で優勝、アレクサンドル・カレリンの12連覇の記録を破り史上最多記録となる世界大会13連覇を達成[a 219]。
- 9月30日 - 台風17号が愛知県東部に上陸[a 220]。

### 10月
- 10月1日
  - 野田第3次改造内閣発足[a 221]。

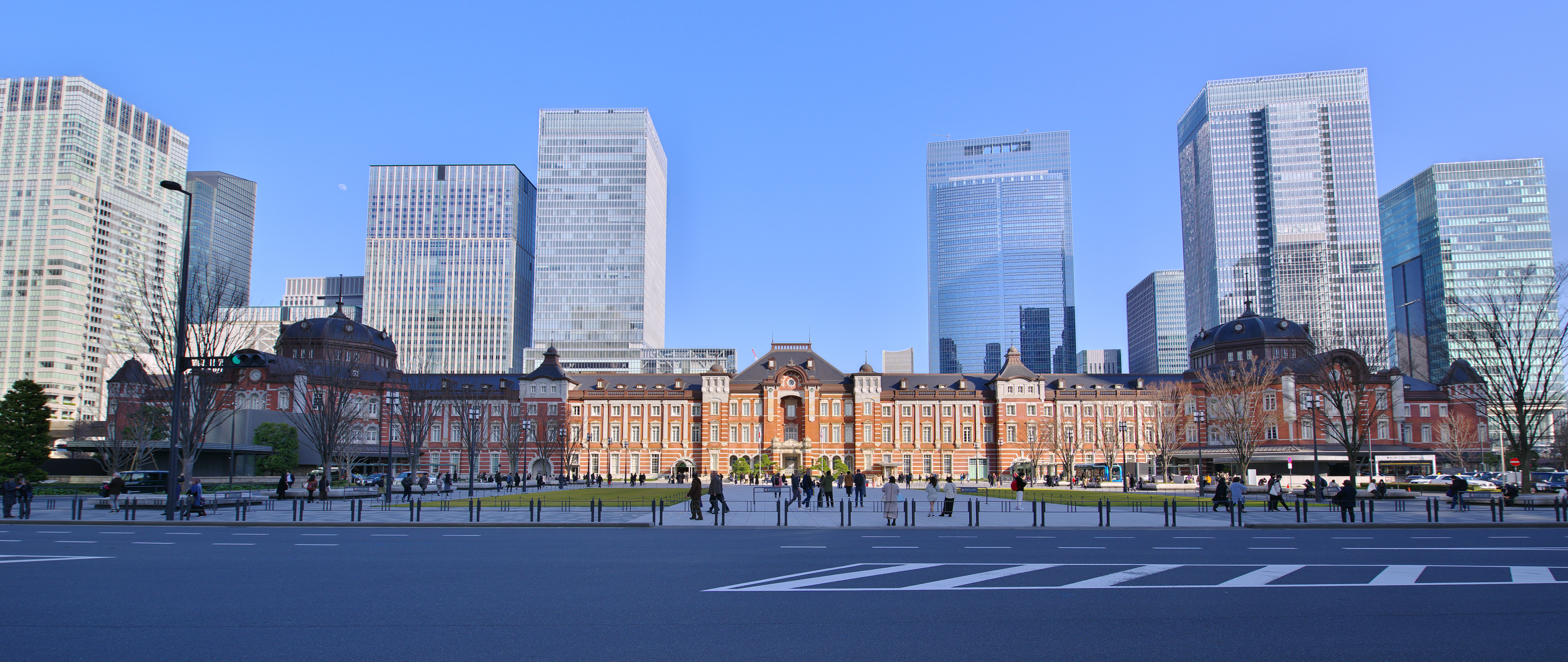
各ドームが復元された東京駅丸の内駅舎

  - 埼玉県南埼玉郡白岡町が市制施行。白岡市発足[a 222]。
  - 東京駅丸の内駅舎復元工事が竣工、全面開業。
  - 郵便局株式会社と郵便事業株式会社との統合により「日本郵便株式会社」設立。
  - 新日本製鐵と住友金属工業が合併し、「新日鐵住金」発足。
  - オスプレイ普天間基地に配備[a 223]（当初は9月の予定であったが台風17号の影響で延期されていた）。
  - 著作権法改正。
  - NHK連続テレビ小説『純と愛』放送開始（-2013年3月30日）。
  - NHK受信料値下（地上契約が1,225円/月、衛星契約が2,170円/月の120円/月の値下げ）[a 224]。
  - 衛星放送「スカパー!e2」が「スカパー!」、「スカパー!HD」が「スカパー!プレミアムサービス」、「スカパー!光」が「スカパー!プレミアムサービス光」にサービス名称が変更された[c 23]。
- 10月4日 - オスプレイ運用開始[a 225]。
- 10月8日
  - ノーベル生理学・医学賞を京都大学山中伸弥教授が受賞、日本人のノーベル賞受賞者は19人目[a 226]。
  - テレビアニメ「アイカツ!」放送開始。アイカツシリーズ第1弾。
- 10月10日 - トヨタ自動車、国土交通省に2006年9月から2008年7月に製造された約46万台のリコールを届け出[a 227]。
- 10月12日 - 長野県警察、署長ら21人の処分を発表[a 228]。
- 10月17日 - 6月に北九州市戸畑区の住宅街でロケットランチャーが発見された事件で、福岡県警察暴力団犯罪捜査課は、爆発物取締罰則違反容疑で、指定暴力団工藤会関係者で建設業の男を逮捕した[c 24][a 229]。
- 10月19日 - 在日全米兵に夜間外出禁止令が出される[a 230]。
- 10月20日 - JR博多駅で通り魔事件、6人が切りつけられ、被疑者は現行犯逮捕[a 231]。
- 10月21日 - 吉松育美が2012年ミス・インターナショナル世界大会でグランプリを受賞し、同大会での日本人初の優勝者となる[a 232][a 233]。
- 10月23日
  - 田中慶秋法相が体調不良を理由に辞任[a 234]。
  - レスリング選手吉田沙保里に対する国民栄誉賞授与決定[a 235]。
  - 最高裁第三小法廷、2001年と2005年に起きた群馬の3人射殺の事件で、元指定暴力団山口組組長による上告を棄却、死刑判決が確定[a 236]。
- 10月24日
  - 滝実、法務大臣に再登用[a 237]。
  - 厚生労働省、生活保護受給者数が同年7月の時点で約212万人となり、過去最高を記録したと発表[a 238]。
- 10月25日 - 石原慎太郎東京都知事、第46回衆議院議員総選挙出馬のため知事を辞職することを発表[a 239]。
- 10月26日 - マイクロソフト、「Microsoft Windows 8」発売開始。
- 10月28日 - 野田政権下初の国政選挙となる衆議院鹿児島3区補欠選挙。
- 10月29日 - 臨時国会（第181回国会）召集。
- 10月30日
  - 仙台空港で太平洋戦争時に投下されたとみられる不発弾が発見され、同日同空港を発着する定期便全便欠航[a 240]。
  - 日本銀行、金融政策決定会合で資産買い入れ基金を11兆円増額し91兆円とする追加緩和、および金融機関の積極的な融資活動を促すための「貸出支援基金」新設を決定[a 241]。
  - 同年10月10日に愛知県春日井市で発生、女子高生が死亡した交通事故について、脱法ハーブ使用下での運転であったとして危険運転致死罪で起訴。脱法ハーブの吸引による交通死亡事故で同罪を適用するのは全国初[a 242]。
- 10月31日 - 岡山県笠岡市・井原市などにバス路線を持つ井笠鉄道がこの日限りで自社全バス路線を廃止し、自己破産[a 243]。

### 11月
- 11月10日
  - 道央自動車道 森IC-大沼公園IC間開通。
- 11月13日
  - 石原慎太郎前東京都知事とたちあがれ日本の平沼赳夫代表が新党『太陽の党』を結成[a 244]。
  - 三菱東京UFJ銀行で顧客情報約560万件を紛失[c 25]。
  - 財務省と独立行政法人造幣局、バングラデシュの2タカ硬貨の製造を受注。外国貨幣の製造は戦後初めて[a 245]。
- 11月14日
  - 仙台空港で不発弾処理のため一時閉鎖、一部の便が欠航[a 246]。
  - トヨタ自動車、国土交通省に13車種・約152万台のリコールを届け出[a 247]。
  - 山口県周防大島町の瀬戸内海で修学旅行中の高校生を乗せた旅客船「銀河」が座礁[a 248]。
- 11月16日
  - 衆議院の0増5減（ただし第46回衆議院議員総選挙は不適用で違憲状態で執行となる）・赤字国債法が成立[a 249]。
  - 衆議院解散（近いうち解散）[a 250]。
  - 参議院の4増4減の改正案成立（神奈川県と大阪府2増、福島県・岐阜県が2減「1人区化」、2013年参院選から適用。）[a 251]。
- 11月22日 - 愛知県豊川市の豊川信用金庫蔵子支店で男が人質5人を取り立てこもる事件発生、翌日監禁容疑で逮捕[a 252]。
- 11月25日 - 岩手県の釜石自動車道 東和IC-宮守IC間開通。
- 11月27日〜30日 - 北海道登別市、室蘭市などで猛吹雪による大規模停電発生[a 253]。
- 11月28日 - 日本未来の党が結成。

### 12月
- 12月1日 - JR九州のSUGOCAが北九州地区に「熊本・大分」エリア拡大、「鹿児島地区」、「長崎地区」に導入。
- 12月2日 - 中央自動車道笹子トンネル上り線（東京方面）で天井板崩落事故[a 254]、9人が死亡（詳細は、笹子トンネル天井板落下事故を参照）。
- 12月4日 - 第46回衆議院議員総選挙 公示。
- 12月5日 - 防衛省、北朝鮮のミサイル発射実験に関連し、石垣島にPAC3を配備[a 255]。
- 12月6日 - ユネスコ、那智の田楽を無形文化遺産に指定。
- 12月7日
  - 森本敏防衛相、北朝鮮のミサイル発射実験に関連し、同年2度目となる破壊措置命令を発令[a 256]。
  - イオン銀行、約96000件の顧客情報を紛失したことを公表[c 26]。
  - 三陸沖を震源とするマグニチュード7.3、最大震度5弱を観測する地震が発生（三陸沖地震 (2012年12月)）。
  - 蟹江一家3人殺傷事件の容疑者として、別の自動車窃盗事件で逮捕されていた当時29歳の中国国籍の男（当時、三重大学の留学生）を逮捕。
- 12月8日
  - 任天堂が家庭用ゲーム機「Wii U」を発売（北米およびヨーロッパでは11月に発売済み）。
  - 庄内空港で羽田発の全日空899便が滑走路をオーバランする事故、重大インシデントと認定[a 257]。
- 12月9日 - 栃木県足利市の八雲神社が火災により全焼[a 258]。
- 12月10日 - 原子力規制委員会、敦賀原子力発電所の地下に活断層がある可能性が高いとの見解を示す[a 259]。
- 12月12日
  - 北朝鮮のミサイル発射が終了したことにより、自衛隊に出されていた「破壊措置命令」を解除[a 260]。
  - 「12」が3つ並ぶ日。『笑っていいとも!』において、「2012年12月12日12時12分12秒ショー」と題した特別コーナーが放送された。
- 12月13日 - 岩国錦帯橋空港 開港。
- 12月14日 - 原子力規制委員会、東通原子力発電所の地下に活断層がある可能性が高いとの見解を発表[a 261]。
- 12月15日 - 東九州自動車道 須美江IC - 延岡IC/JCT間開通。
- 12月16日
  - 第46回衆議院議員総選挙 投票日。野党第一党の自由民主党が単独で絶対安定多数（269議席）を確保する大勝で、与党に返り咲いた。一方、政権与党の民主党は改選前の230議席からほぼ4分の1、前回衆院選の308議席からは5分の1以下に留まる57議席しか獲得できない他、現役閣僚8人が落選するなど、歴史的かつ壊滅的な大敗を喫した。
  - 東京都知事選挙 投票日。石原慎太郎前都知事の後継者である猪瀬直樹が大差で初当選。
- 12月20日 - 東京地方検察庁特別捜査部の家宅捜索にて、陸上自衛隊の次期多用途ヘリコプター導入計画（UH-X）に絡み川崎重工業に対し競争相手（富士重工業）の内部資料を漏洩させたことが発覚したため、官製談合防止法違反の罪で幹部自衛官2人を略式起訴した[a 262]。
- 12月21日〜12月23日 - 京都議定書規定の、2008年から5年間の温室効果ガス年平均排出量削減目標期限。
- 12月22日 - 東九州自動車道 都農IC - 高鍋IC間開通。
- 12月24日 - 岡山県岡山市北区の重要文化財金山寺本堂が火災により全焼[a 263]。
- 12月26日
  - 特別国会（第182回国会）召集（〜28日）。
  - 自由民主党総裁・安倍晋三が内閣総理大臣に就任。2度目の総理就任となる。自民党・公明党の自公連立政権による第2次安倍内閣が発足。
  - 福島県双葉町長の不信任決議が可決され町議会を解散[a 264]。
- 12月29日
  - 中央自動車道笹子トンネル下り線（名古屋方面）を含む80Kpから88Kpの区間で対面通行により27日ぶりに仮復旧。
  - 確定死刑囚が年末の時点で133人に上り戦後最大となる[a 265]。
- 12月31日 - 第63回NHK紅白歌合戦が開催。

## 社会

### 政治
野田佳彦内閣総理大臣（民主党）が衆議院を解散。
自由民主党が絶対安定多数を獲得し3年ぶりに政権復帰。

### 鉄道
- この年の3月、十和田観光電鉄線が前年の東日本大震災の影響による収益悪化に伴い廃線となった。

## 自然科学

### ノーベル賞
- 再生医療などへの活用が期待される人工多能性幹細胞（iPS細胞）を初めて作製した山中伸弥（京都大学教授）が、ノーベル生理学・医学賞を受賞した（日本人の同賞受賞は25年ぶり史上2人目の快挙）。

## 天候・天災・観測等
- 冬季（昨年12月-2月）は北日本から西日本にかけて平均気温が低く寒冬傾向となり、日本海側では過去10年間で平成18年豪雪に次ぐ積雪量となった（平成24年の大雪）。また、同時期に沖縄・奄美地方では1946年以降で最も少ない日照時間となった[b 4]。
- 夏季（6-8月）は北日本から西日本にかけて猛暑となる所も多かった。東日本では少雨であった一方、西日本や九州地方では多雨傾向となり平成24年7月九州北部豪雨が発生、また沖縄・奄美地方でも多雨（降水量は1946年以降最多）となり日照時間が少なかった[b 5]。

観測（天象含む）
- 5月20日 - 日本で金環日食を観測（2012年5月20日の日食）。

## 文化と芸術

### 流行
- 1994年リバイバルブーム。

#### 流行語
ユーキャン新語・流行語大賞
以下に本年の受賞語を列記する。なお、肩書きや役職などは受賞当時のものである。
- 年間大賞
  - 「ワイルドだろぉ」（スギちゃん）
- トップテン入賞
  - iPS細胞（山中伸弥 〈京都大学iPS細胞研究所所長〉）
  - 維新（橋下徹 〈日本維新の会代表代行〉）
  - 終活（『週刊朝日』編集部、金子哲雄 〈流通ジャーナリスト〉）
  - 格安航空会社（Peach Aviation、エアアジア・ジャパン (現・バニラ・エア)、ジェットスター・ジャパン）
  - 第3極（与党の民主党と最大野党の自民党を除く政党が乱立（日本維新の会や日本未来の党など）し、第3極と呼ばれた）
  - 「近いうちに…」（野田佳彦 〈内閣総理大臣〉）
  - 「手ぶらで帰らせるわけにはいかない」（松田丈志 〈ロンドン五輪競泳日本代表・コスモス薬品所属〉）[注釈 6]
  - 東京ソラマチ（東京スカイツリータウン内の商業施設）
  - 爆弾低気圧（ウェザーニューズ）

### 建築
竣工
- 2月29日 - 東京スカイツリー。東京都墨田区
- 9月
  - 20日 - ゼビオアリーナ仙台。宮城県仙台市太白区
  - 28日 - 梅田阪急ビル。大阪府大阪市北区

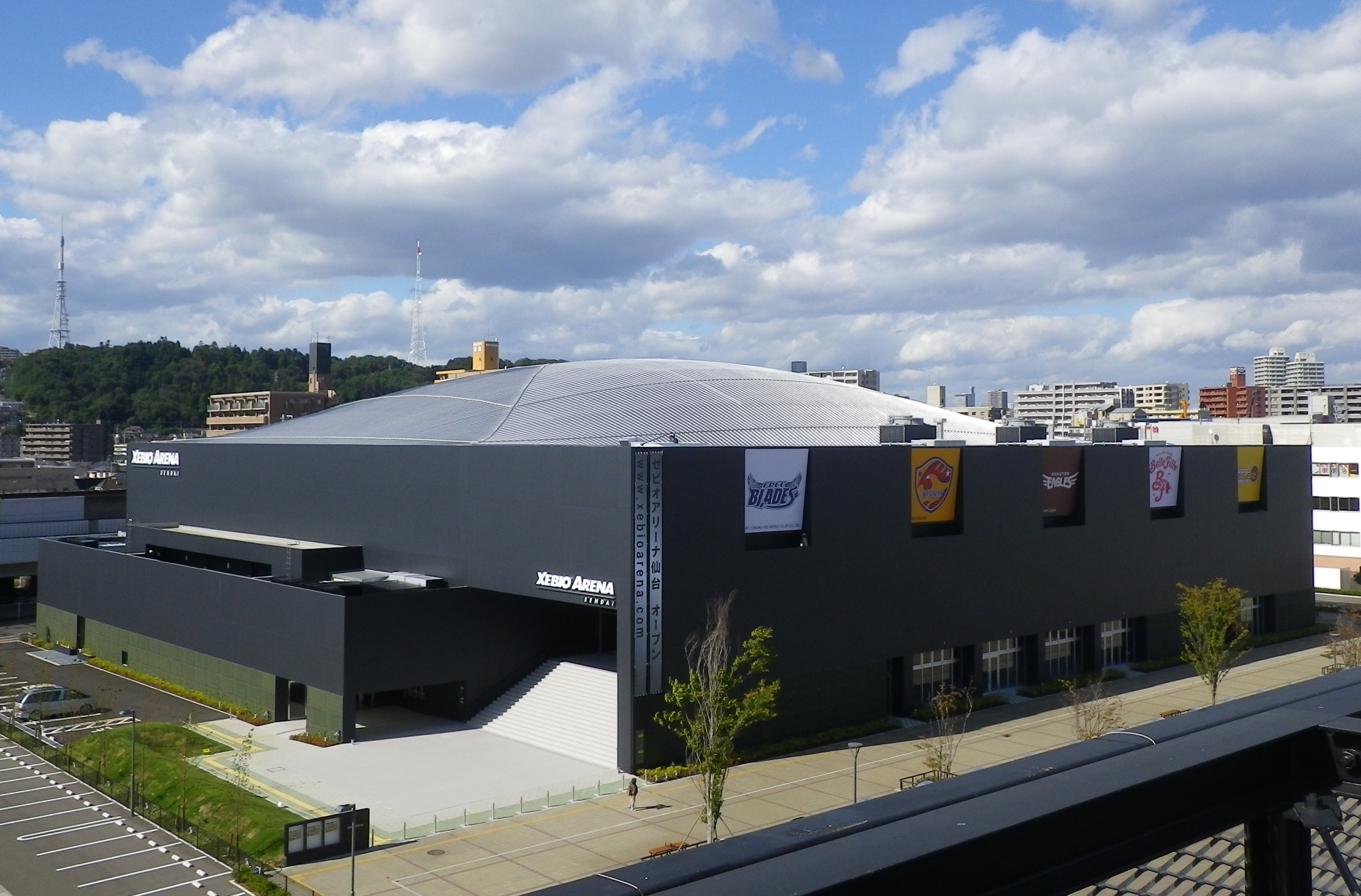
ゼビオアリーナ仙台
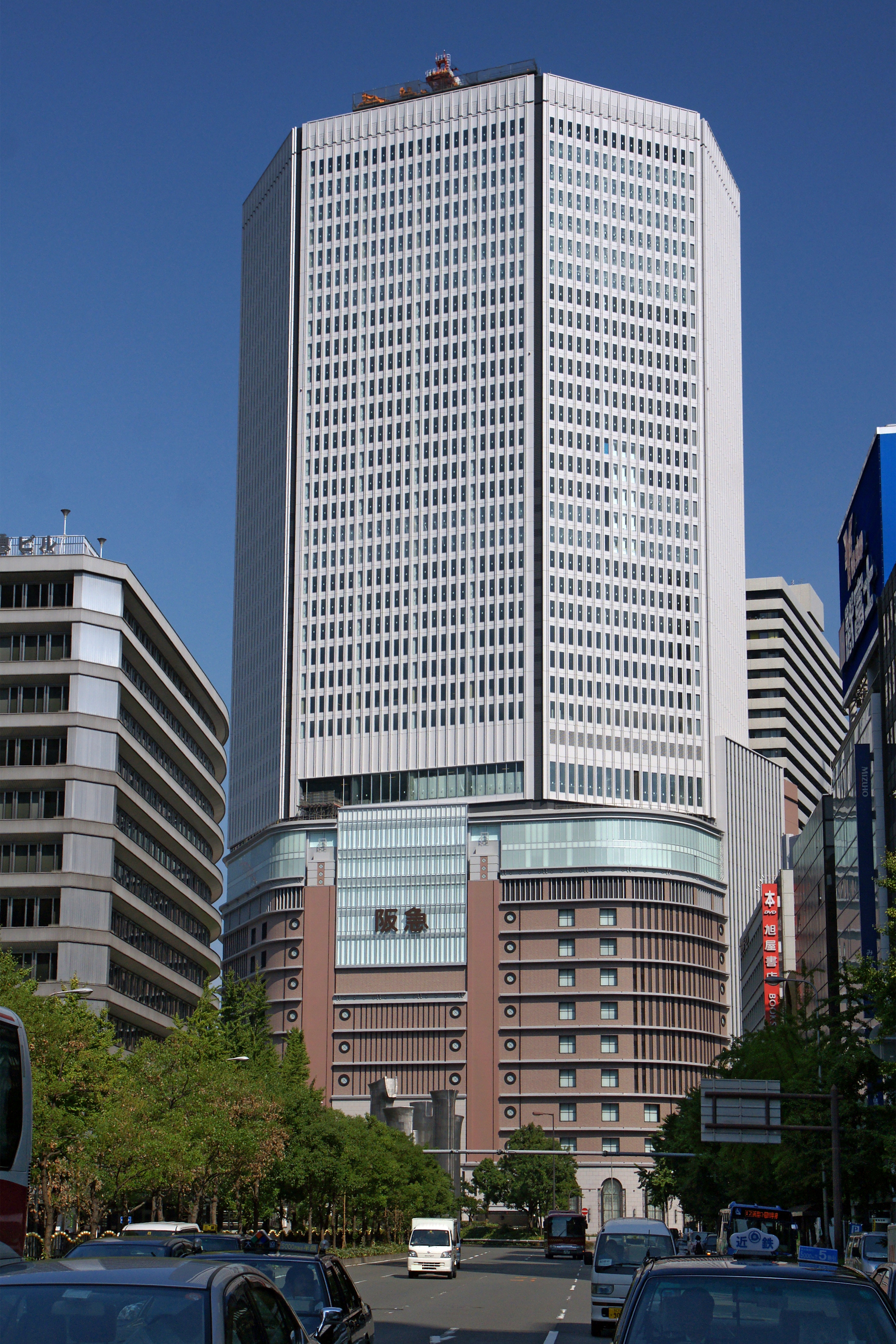
梅田阪急ビル

解体

### 音楽
- 2月15日 - 『サブリナ』（家入レオ）
- 3月7日 - 『ワイルド アット ハート』（嵐）
- 3月14日 - 『Tell Your World EP』（livetune feat. 初音ミク）
- 3月28日 - 『生きてる生きてく』（福山雅治）。映画『ドラえもん のび太と奇跡の島 〜アニマル アドベンチャー〜』主題歌。
- 4月11日 - 『やべ～勢いですげー盛り上がる』（田我流）
- 4月18日 - 『死ぬまで一生愛されてると思ってたよ』（クリープハイプ）
- 4月25日 - 『さかさまの空』（SMAP）。NHK連続テレビ小説「梅ちゃん先生」主題歌。
- 5月16日 - 『diorama』（米津玄師）
- 5月23日 - 『ぱみゅぱみゅレボリューション』（きゃりーぱみゅぱみゅ）。第5回「CDショップ大賞」準大賞。
- 5月23日 - 『真夏のSounds good !』（AKB48）
- 5月23日 - 『花は咲く』（花は咲くプロジェクト）
- 5月30日 - 『僕と花』（サカナクション）
- 6月13日 - 『ただいま』（JUJU）
- 6月27日 - 『ONOMIMONO』（パスピエ）。同アルバムに『トロイメライ』、『最終電車』収録。
- 6月30日 - 『水星 feat.オノマトペ大臣』（tofubeats）
- 7月4日 - 『ビリーヴ』（シェネル）。映画『海猿』第4作『BRAVE HEARTS 海猿』主題歌。
- 7月18日 - 『MASH UP THE WORLD』（MAN WITH A MISSION）。第5回「CDショップ大賞」大賞。
- 7月18日 - 『風が吹いている』（いきものがかり）。NHKロンドンオリンピック・パラリンピック放送テーマソング。
- 7月18日 - アルバム『ENTERTAINMENT』（SEKAI NO OWARI）。
- 8月1日 - 『PS4U』（Tomato n' Pine）
- 8月15日 - 『輝く月のように』（Superfly）。TBS系日曜劇場ドラマ『サマーレスキュー〜天空の診療所〜』主題歌。
- 8月15日 - 『Spending all my time』（Perfume）
- 9月5日 - 『すとーりーず』（ZAZEN BOYS）
- 9月19日 - 『坩堝の電圧』（くるり）
- 9月19日 - 『100年後』（OGRE YOU ASSHOLE）
- 10月24日 - 『My Lost City』（cero）
- 11月8日 - ミニアルバム『LOVE』（浜崎あゆみ）
- 11月14日 - 『サーカスナイト』（七尾旅人）
- 11月21日 - 『サラバ、愛しき悲しみたちよ』（ももいろクローバーZ）。日本テレビ系土曜ドラマ『悪夢ちゃん』主題歌。

### 演劇
歌舞伎
宝塚歌劇団

### 映画
- 1月14日 - ヒミズ（監督：園子温）
- 1月21日 - ALWAYS 三丁目の夕日'64（監督：山崎貴）
- 4月7日 - この空の花 長岡花火物語（監督：大林宣彦）
- 4月14日 - SRサイタマノラッパー ロードサイドの逃亡者（監督：入江悠）
- 4月28日 - テルマエ･ロマエ（監督：武内英樹、主演：阿部寛）
- 4月28日 - わが母の記（監督：原田眞人、主演：役所広司・樹木希林）
- 7月13日 - BRAVE HEARTS 海猿（監督：羽住英一郎）
- 7月14日 - 苦役列車（監督：山下敦弘、主演：森山未來）
- 8月4日 - かぞくのくに（監督：ヤン・ヨンヒ、主演：安藤サクラ）
- 8月11日 - 桐島、部活やめるってよ（監督：吉田大八）
- 8月25日 - るろうに剣心（監督：大友啓史）
- 9月8日 - 夢売るふたり（監督：西川美和、主演松たか子・阿部サダヲ）
- 9月15日 - 鍵泥棒のメソッド（監督・脚本：内田けんじ）
- 9月15日 - ライク・サムワン・イン・ラブ（監督・脚本：アッバス・キアロスタミ）
- 10月6日 - アウトレイジ ビヨンド（監督：北野武）
- 10月20日 - 希望の国（監督：園子温）
- 10月27日 - 終の信託（監督：周防正行）
- 11月17日 - ふがいない僕は空を見た（監督：タナダユキ）

### テレビ

#### ドラマ
- 大河ドラマ『平清盛』
- 1月 - 3月 『ストロベリーナイト』（フジテレビ系火9）
- 1月 - 3月 『ラッキーセブン』（フジテレビ系月9）
- 4月 - 9月 NHK連続テレビ小説『梅ちゃん先生』
- 4月 - 6月 『ATARU』（TBS系日曜劇場）
- 4月 - 6月 『鍵のかかった部屋』（フジテレビ系月9）。ギャラクシー賞マイベストTV賞。
- 4月 - 6月 『リーガル・ハイ』（フジテレビ系火9）
- 5月 - 7月 『はつ恋』（NHK総合ドラマ10）　※向田邦子賞
- 7月 - 9月 『GTO』（フジテレビ系火10）
- 10月 - 2013年3月 NHK連続テレビ小説『純と愛』
- 10月 - 12月 『ドクターX〜外科医・大門未知子〜』（テレビ朝日系木曜ドラマ）　※向田邦子賞
- 10月 - 12月 『PRICELESS〜あるわけねぇだろ、んなもん!〜』（フジテレビ系月9）

#### お笑い
コンテスト番組の優勝者
- 上方漫才大賞
  - 海原やすよ・ともこ（吉本興業）
- NHK上方漫才コンテスト
  - かまいたち（吉本興業）
- ABCお笑いグランプリ
  - かまいたち（吉本興業）
- オンバト+ チャンピオン大会（NHK、2011年度）
  - タイムマシーン3号（ジェイピィールーム）
- THE MANZAI（フジテレビ系）
  - ハマカーン（ケイダッシュステージ）
- R-1ぐらんぷり（フジテレビ系）
  -  COWCOW 多田（吉本興業）
- キングオブコント（TBS系）
  - バイきんぐ（ソニー・ミュージックアーティスツ）

#### バラエティ
- 10月11日 『プレバト!!』放送開始（TBS系）

### アニメ
アニメーション映画
- 3月3日 - ドラえもん のび太と奇跡の島 〜アニマル アドベンチャー〜（監督：楠葉宏三）
- 3月17日 - 映画 プリキュアオールスターズNewStage みらいのともだち（監督：志水淳児）。プリキュアシリーズのクロスオーバー作品4作目。
- 4月14日 - 名探偵コナン 11人目のストライカー（総監督：山本泰一郎、監督：静野孔文）
- 7月14日 - 劇場版ポケットモンスター ベストウイッシュ キュレムVS聖剣士 ケルディオ（監督：湯山邦彦）
- 7月21日 - おおかみこどもの雨と雪（監督：細田守）。文化庁メディア芸術祭アニメーション部門優秀賞。
- 9月22日 - 劇場版 TIGER & BUNNY -The Beginning-（監督：米たにヨシトモ）
- 11月17日 - ヱヴァンゲリヲン新劇場版:Q（総監督：庵野秀明）。興行収入が50億円を突破し、エヴァの劇場版で最高記録となった。
- 12月15日 - ONE PIECE FILM Z（監督：長峯達也）。観客動員数500万人以上、興行収入65億円超えのシリーズ最大ヒットを記録。

テレビアニメ
放送開始月を記載
- 1月 - Another
- 1月 - 新テニスの王子様
- 1月 - 男子高校生の日常
- 1月 - 偽物語
- 4月 - 黒子のバスケ
- 4月 - 黒魔女さんが通る!!
- 4月 - 這いよれ! ニャル子さん
- 4月 - 氷菓
- 7月 - ココロコネクト
- 7月 - ソードアート・オンライン
- 7月 - TARI TARI
- 10月 - アイカツ!
- 10月 - ガールズ&パンツァー
- 10月 - K
- 10月 - PSYCHO-PASS サイコパス
- 10月 - さくら荘のペットな彼女
- 10月 - 中二病でも恋がしたい！

OVA

### ゲーム

#### コンピューターゲーム
アーケードゲーム
テレビゲーム

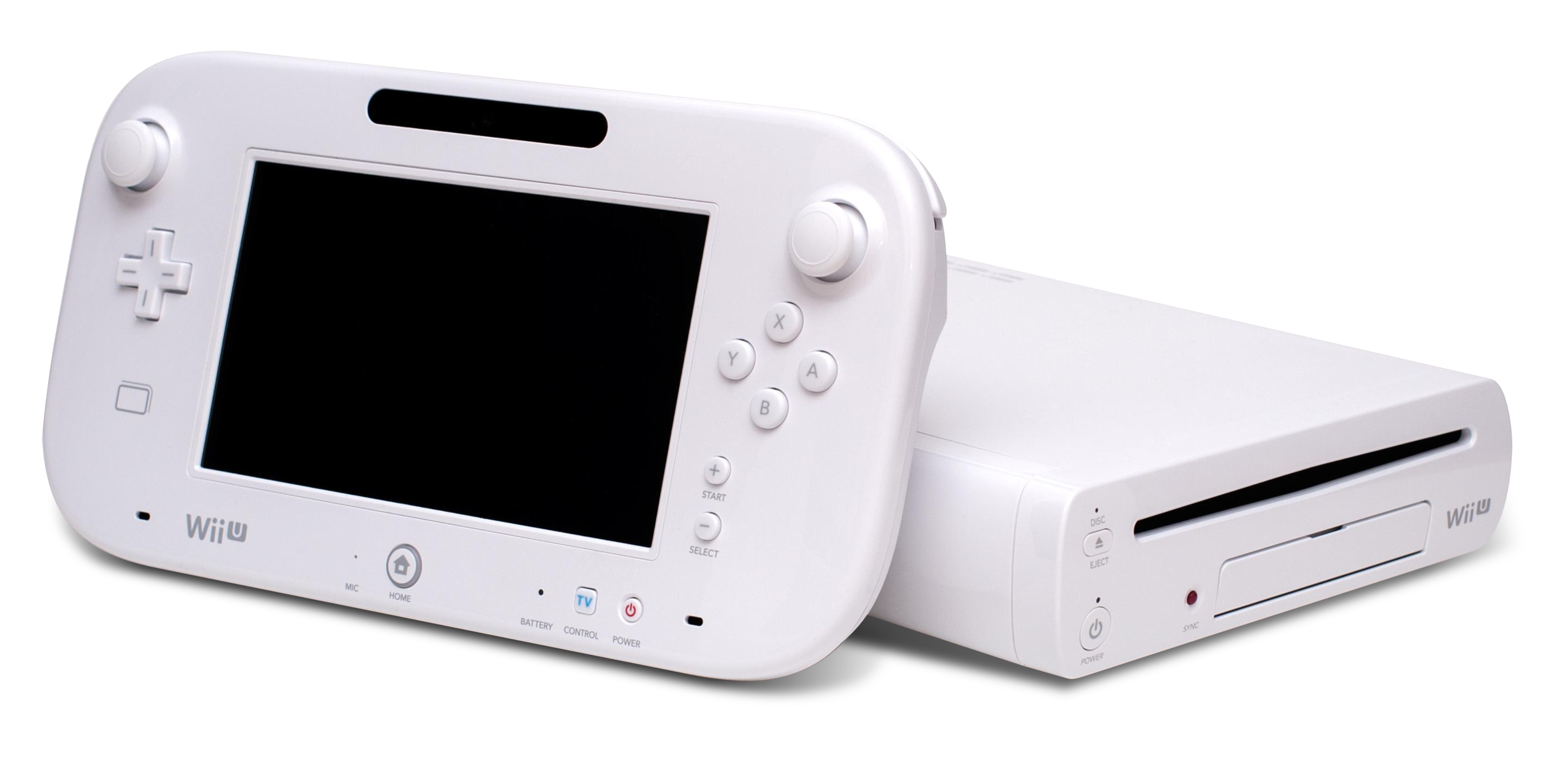
Wii U
タッチパネルの専用コントローラー「Wii U GamePad」と本体

- 12月8日 - 任天堂が家庭用ゲーム機「Wii U」を発売。

携帯型ゲーム
スマートフォン向けゲーム
- 2月20日 - 『パズル&ドラゴンズ』（パズドラ）がiOSでサービスを開始。

### インターネット
閉鎖
- 12月7日 - PiXA

## スポーツ

### 総合競技大会
- 第67回国民体育大会 (ぎふ清流国体)
- 第12回全国障害者スポーツ大会 (ぎふ清流大会)

#### 夏季オリンピック・パラリンピック
夏季オリンピック・パラリンピックがイギリスの首都ロンドンで開催された。日本からも多数のアスリートが出場している。
- 第30回夏季オリンピック（ロンドン）

- 第14回夏季パラリンピック（ロンドン）

## 誕生

### 1月
- 1月4日 - 福島星蘭、子役
- 1月12日 - 伍藤かのん、子役
- 1月25日 - 保榮茂愛、子役タレント

### 2月
- 2月7日 - 山崎莉里那、子役
- 2月12日 - 湯川颯、元子役
- 2月18日 - 鳥越壮真、子役
- 2月20日 - 池村咲良、子役
- 2月26日 - 香月萌衣、子役

### 3月
- 3月8日 - 増田光桜、子役
- 3月22日 - 櫻井愛々、子役
- 3月25日 - 三月まりん、タレント
- 3月27日 - 川瀬翠子、子役

### 5月
- 5月12日 - 田中レイ、子役
- 5月15日 - 正垣湊都、子役
- 5月16日 - 三雲咲空、子役
- 5月25日 - 宮澤花怜、タレント
- 5月31日 - 松永澄、子役

### 6月
- 6月7日 - 岡坂幸蔵、子役、タレント
- 6月23日 -豊田温大、子役
- 6月26日 - 田坂湊、子役

### 7月
- 7月11日 - 白山乃愛、子役

### 8月
- 8月1日 - 加藤庵次、子役
- 8月2日 - 荒川琳太郎、子役
- 8月19日 - 安齋吏都、女優
- 8月22日 - 中村優月、子役、タレント、声優

### 9月
- 9月11日 - 尾上眞秀、子役
- 9月26日 - 渋谷晟生、タレント
- 9月27日 - ほづき、アイドル

### 10月
- 10月3日 - 渋谷南那、子役
- 10月8日 - 木曽源、子役
- 10月23日 - 山﨑千聖、子役

### 11月
- 11月9日 - 猪股怜生、子役
- 11月16日 - 番家天嵩、子役
- 11月17日 - 宮島さゆき、子役、キッズモデル
- 11月23日 - Zombie Zoo Keeper、NFTアーティスト

### 12月
- 12月9日 - 大野さき、子役、モデル
- 12月23日 - 田中未唯奈、子役

動物
- 1月16日 - まさはる君、犬(+ 2023年)
- 8月10日 - 優浜、パンダ